# 9843 Braidwood
9843 Braidwood è un asteroide della fascia principale. Scoperto nel 1989, presenta un'orbita caratterizzata da un semiasse maggiore pari a 2,2577939 UA e da un'eccentricità di 0,0851607, inclinata di 5,06930° rispetto all'eclittica.